# ألكسندر لاكازيت
ألكسندر لاكازيت (بالفرنسية: Alexandre Lacazette؛ مواليد 28 مايو 1991) هو لاعب كرة قدم فرنسي يلعب في مركز الهجوم لنادي أولمبيك ليون في الدوري الفرنسي.
سبق له اللعب مع نادي أرسنال في الدوري الإنجليزي الممتاز كما أنه لعب مع منتخب فرنسا وشارك في بطولة أوروبا تحت 19 عام. توج بلقب هداف الدوري الفرنسي موسم 2014–15 مع ليون برصيد 27 هدف في 33 مباراة.
انتقل صيف 2017 من ليون الفرنسي إلى أرسنال مقابل 46،5 مليون جنيه إسترليني. وعاد في صيف 2022 في صفقة انتقال حر.

## روابط خارجية
- ألكسندر لاكازيت على موقع الاتحاد الدولي (مؤرشف)  (الإنجليزية)
- ألكسندر لاكازيت على موقع الاتحاد الأوربي (الإنجليزية)
- ألكسندر لاكازيت على موقع رابطة كرة القدم الفرنسية للمحترفين (الإنجليزية)
- ألكسندر لاكازيت على موقع إي إس بي إن إف سي (الإنجليزية)
- ألكسندر لاكازيت على موقع قاعدة بيانات كرة القدم.إي يو (الإنجليزية)
- ألكسندر لاكازيت على موقع ليكيب (الفرنسية)
- ألكسندر لاكازيت على موقع ناشيونال فوتبول تيمز (الإنجليزية)
- ألكسندر لاكازيت على موقع Soccerbase.com (لاعب) (الإنجليزية)
- ألكسندر لاكازيت على موقع Soccerway.com (الإنجليزية)
- ألكسندر لاكازيت على موقع عالم كرة القدم.نت (الإنجليزية)